# Tobias Duffner
Tobias Duffner (* 5. Dezember 1983 in Bünde) ist ein deutscher Fußballtorwart und Torwarttrainer.

## Karriere
Schon in der Jugend wechselte Duffner einige Male den Verein, so war er unter anderem in den Juniorenteams des VfB Oldenburg und Werder Bremen aktiv. Seinen Ruf als Wandervogel verstärkte er während seiner Karriere mit jährlichen Vereinswechseln.
Er begann beim SC Weyhe, die in der Saison 2003/04 in der Oberliga Niedersachsen/Bremen spielten. Dort spielte er regelmäßig und kam auf 28 Einsätze. 2004 wechselte er zu Holstein Kiel in die Regionalliga Nord. In Kiel konnte er sich jedoch nicht durchsetzen und kam lediglich auf vier Einsätze für die zweite Mannschaft, so dass er zum Ende der Saison zum Oberligisten Brinkumer SV wechselte. Hier lief es für Duffner besser und in der folgenden Saison war er Stammtorhüter beim VfR Neumünster, der ebenfalls in der Oberliga spielte. 2007 wechselte der Keeper erneut und heuerte bei TuRU Düsseldorf in der Oberliga Nordrhein an. Dort war er zunächst unzufrieden, da er nur die Nummer 2 hinter Jonas Agen war. Nach einer Verletzung Agens kam er aber doch noch zu einigen Einsätzen.
2008 folgte der Sprung in den Profi-Fußball, denn Duffner wechselte zu Kickers Emden, in die neugegründete 3. Liga. Am 31. März 2009 (29. Spieltag) wurde er bei der 0:4-Niederlage gegen die SpVgg Unterhaching beim Stand von 0:3 in der Halbzeitpause für Daniel Masuch eingewechselt und kam damit zu seinem ersten Profi-Einsatz. Dieses Spiel blieb jedoch sein einziges für die Kickers und am Ende der Saison wurde Duffners Vertrag nicht verlängert, so dass er zunächst vereinslos war. Nach einem halben Jahr unterschrieb er im Januar 2010 schließlich einen Vertrag beim Oberligisten SV Ahlerstedt/Ottendorf und kam bei den Niedersachsen in der Rückrunde noch zu zwölf Einsätzen. Zur Saison 2010/11 kehrte er zurück zu Werder Bremen, um dort die jungen Torhüter Sebastian Patzler, Sebastian Mielitz und Felix Wiedwald in der zweiten Mannschaft zu unterstützen. In der Saison 2014/15 kam er u. a. in den Aufstiegsspielen zum Einsatz und kehrte mit der Mannschaft wieder in die 3. Liga zurück. 2015/16 spielte er in der 3. Liga in der Vorrunde und in den letzten Spielen, bei denen die Mannschaft den Klassenerhalt schaffte.
Nachdem er seine Karriere im Jahre 2019 beendet hatte, wurde Duffner ein Jahr später Torwarttrainer beim Regionalligisten SV Atlas Delmenhorst.
Im Januar 2024 reaktivierte ihn der Nord-Regionalligist Bremer SV. Seit Sommer 2024 ist Duffner außerdem Torwarttrainer des BSV.
Neben seiner Karriere als Spieler hat er einen akademischen Werdegang eingeschlagen und wurde an der Universität Leipzig im Bereich Sportmanagement promoviert.